# Diboll

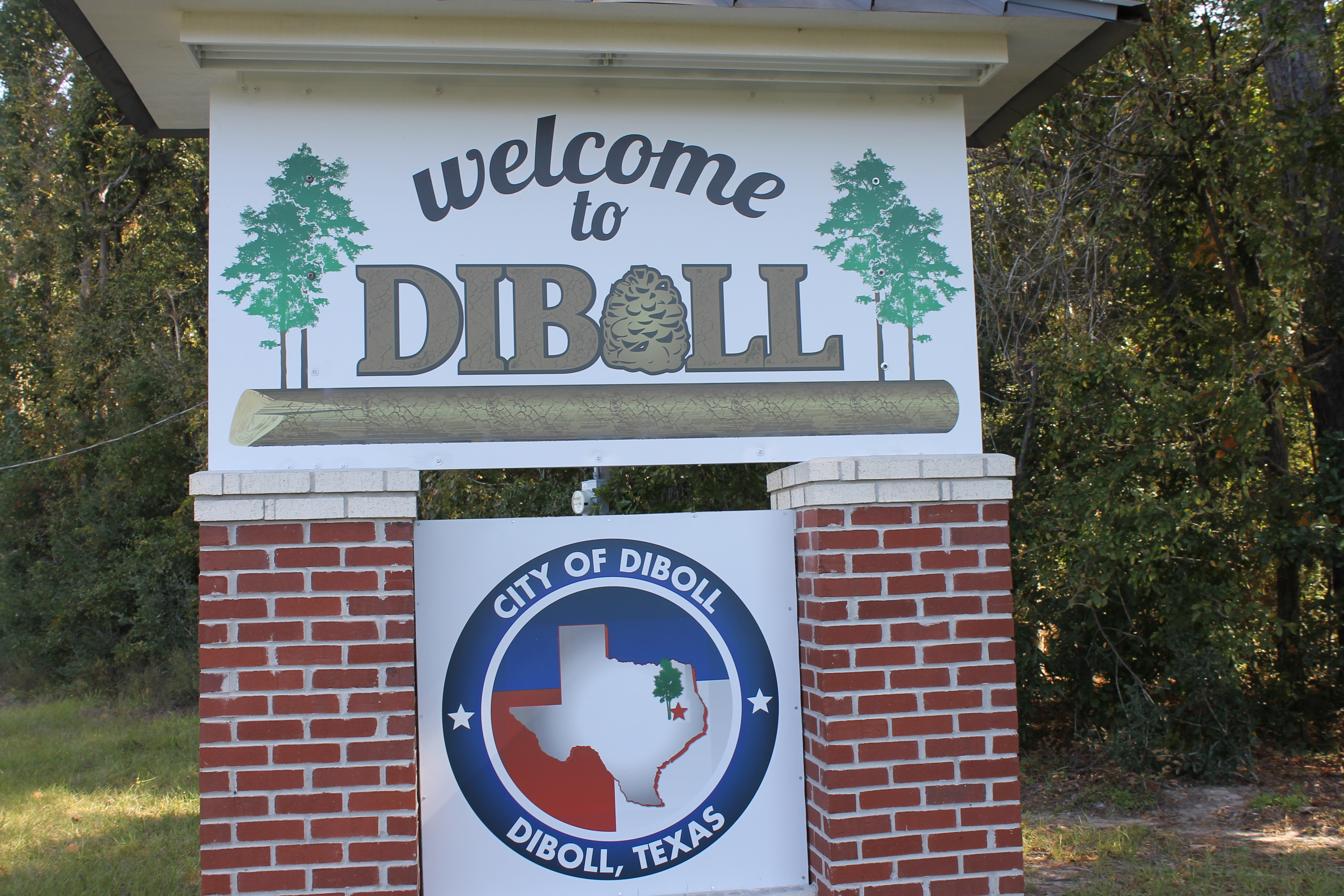
Cartello di benvenuto di Diboll

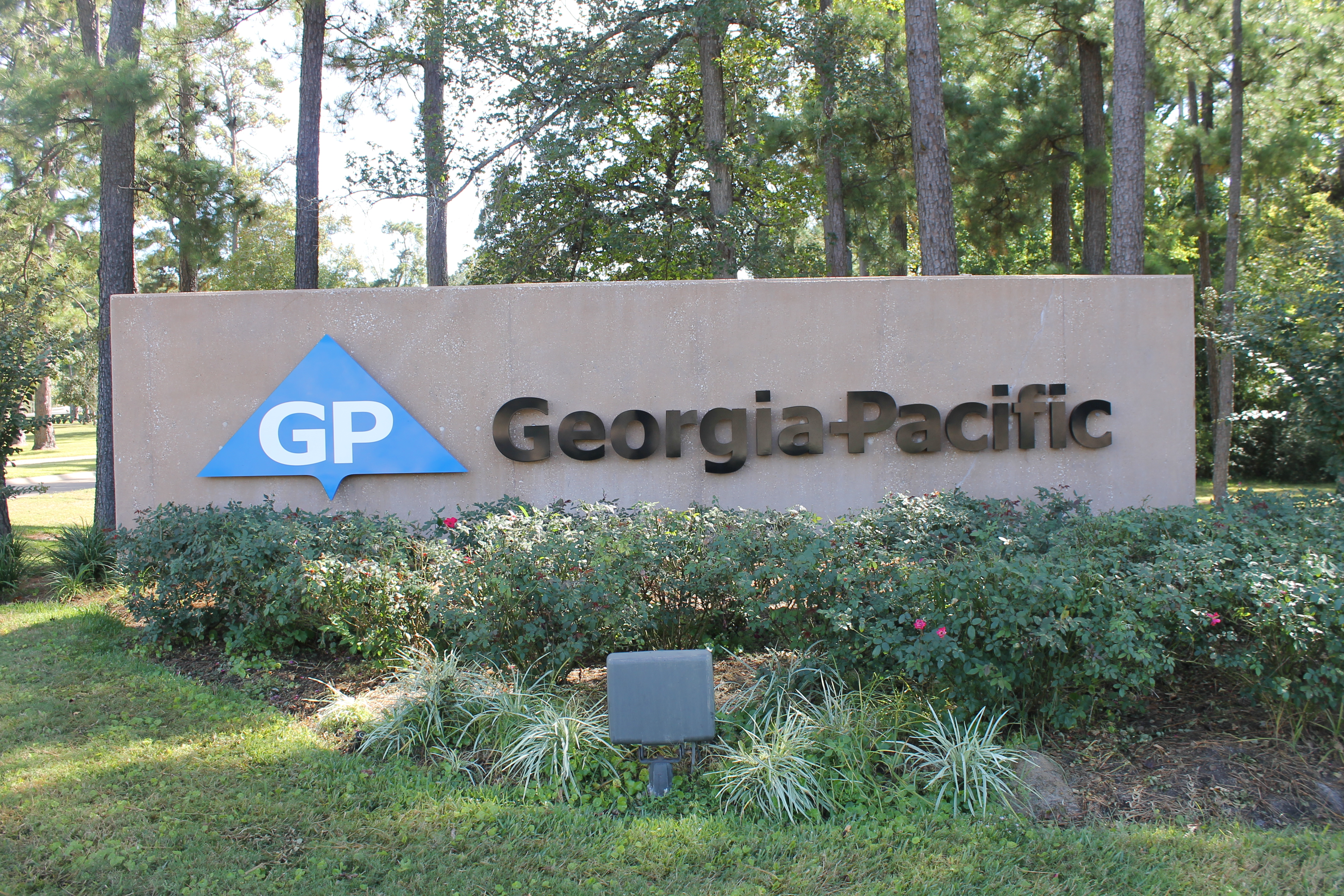
La Georgia-Pacific è una delle attività principali di Diboll.

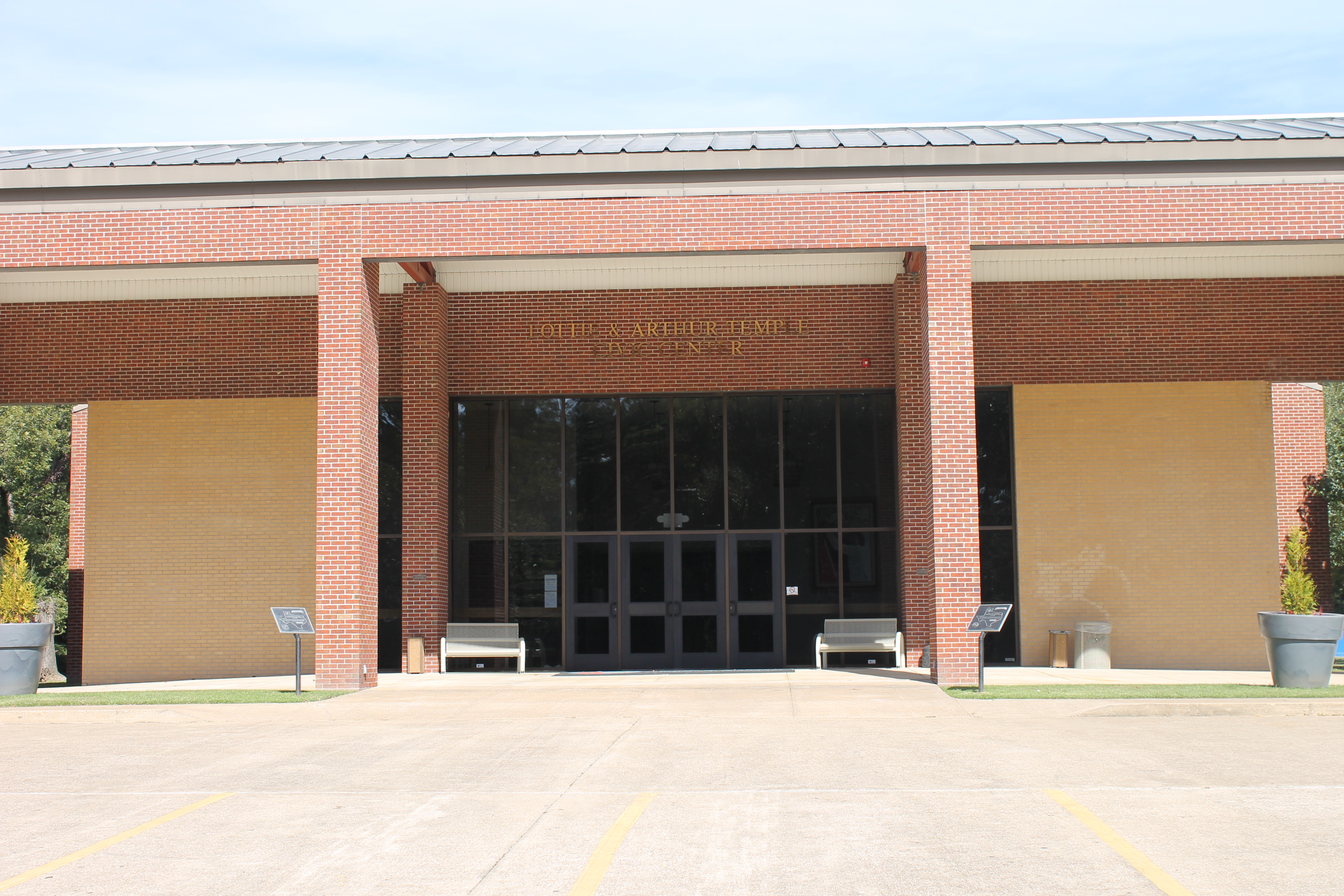
Il Lottie and Arthur Temple Civic Center di Diboll

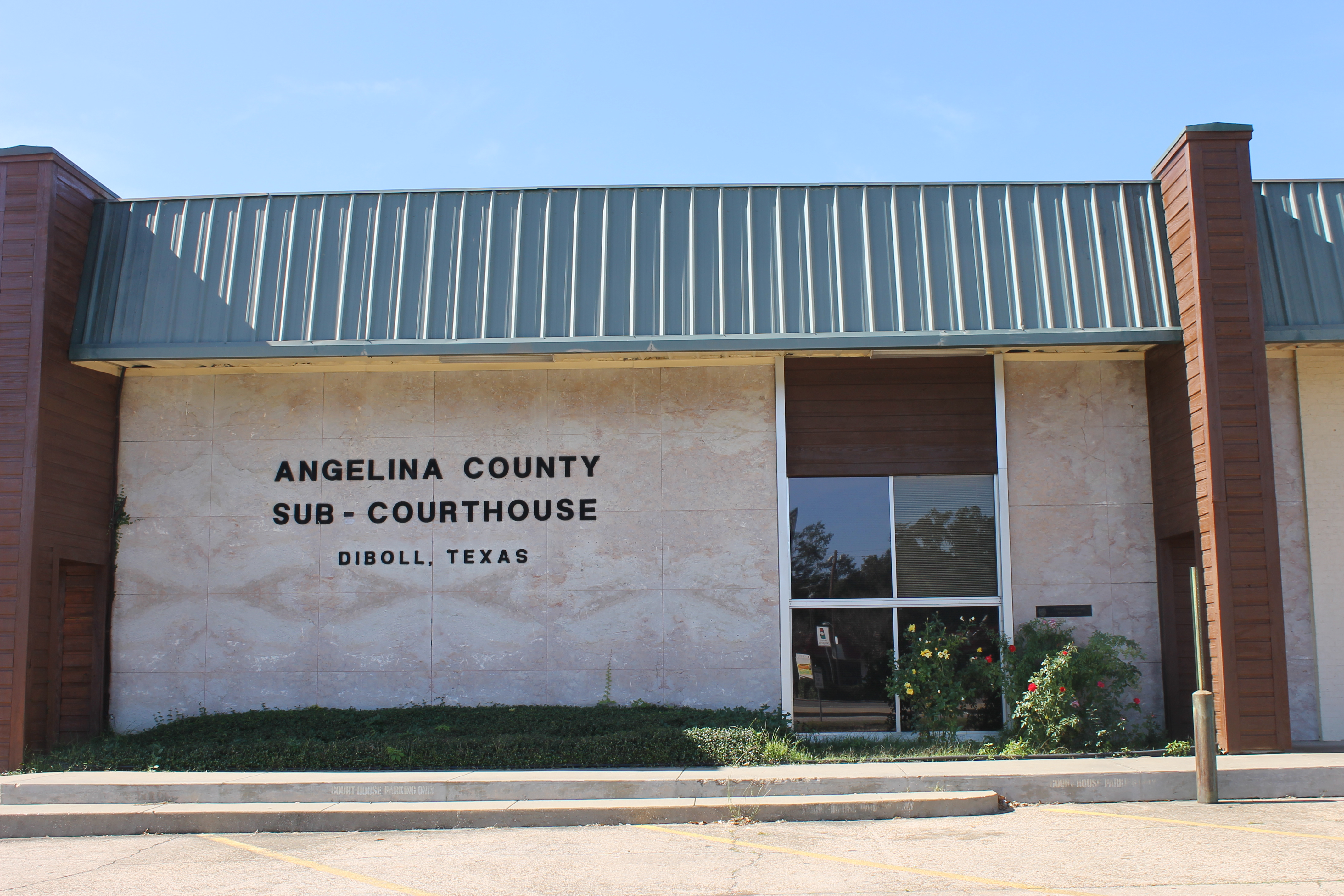
L'Angelina County Sub-courthouse di Diboll

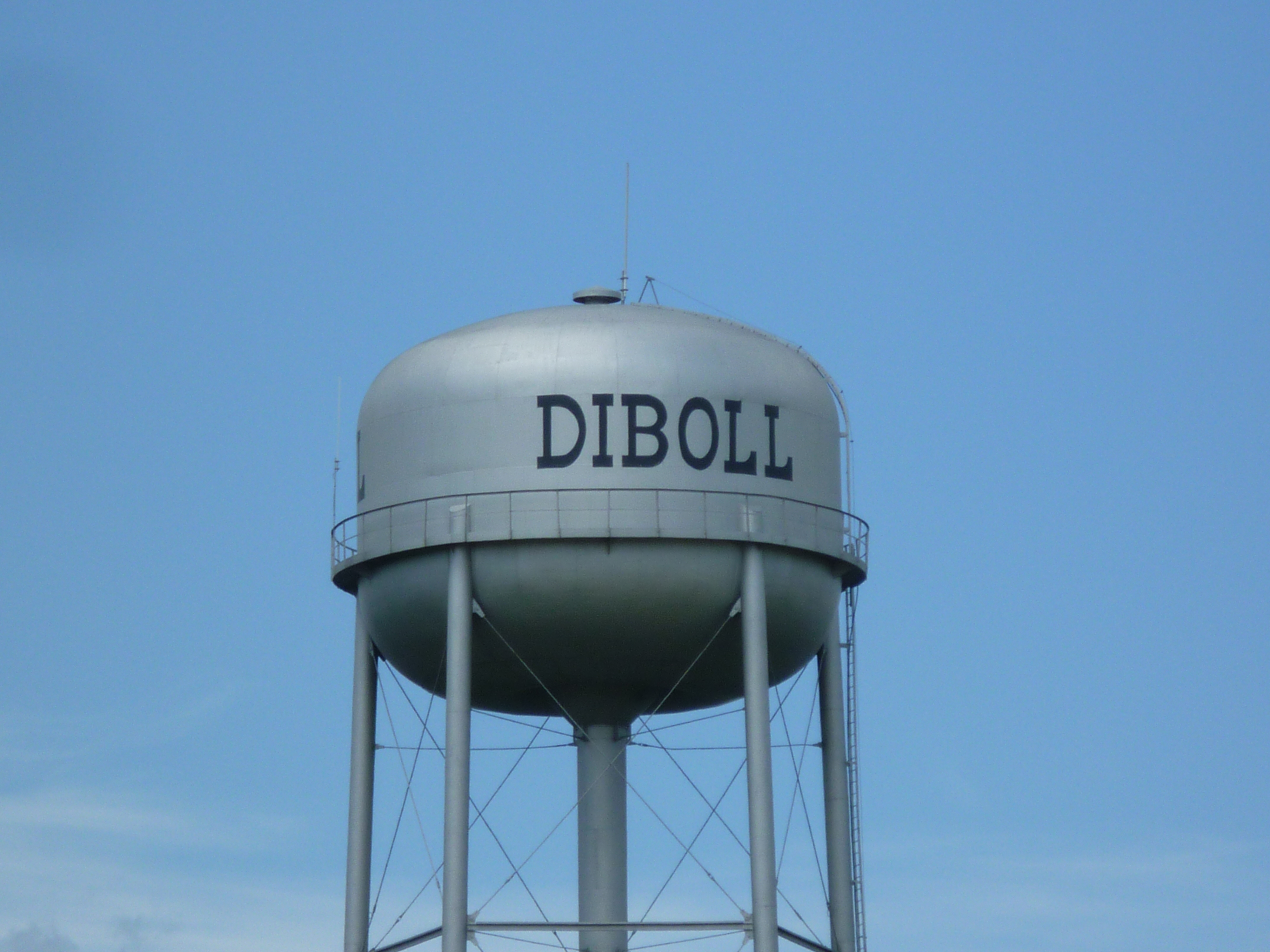
Torre idrica di Diboll

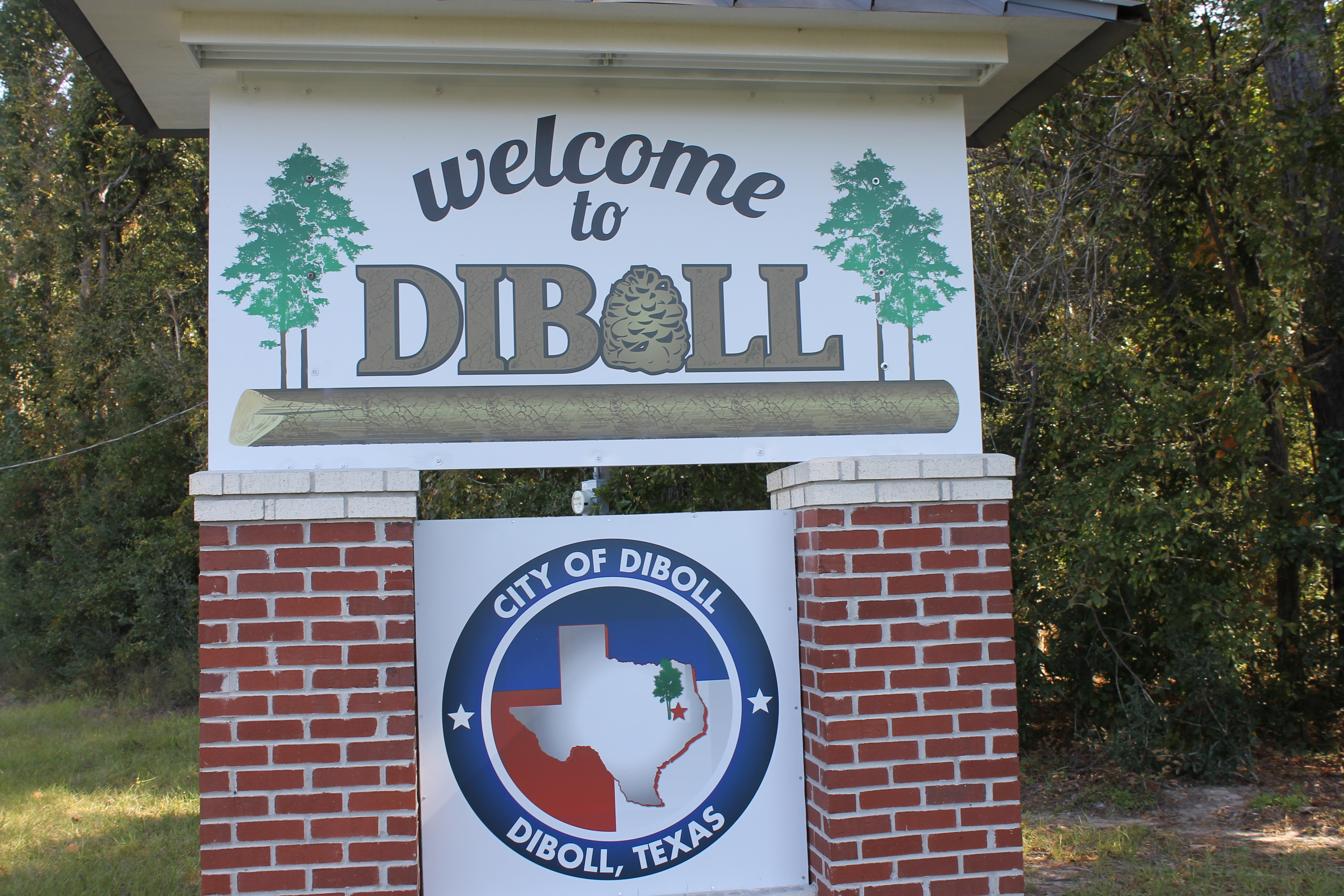
Cartello di benvenuto di Diboll

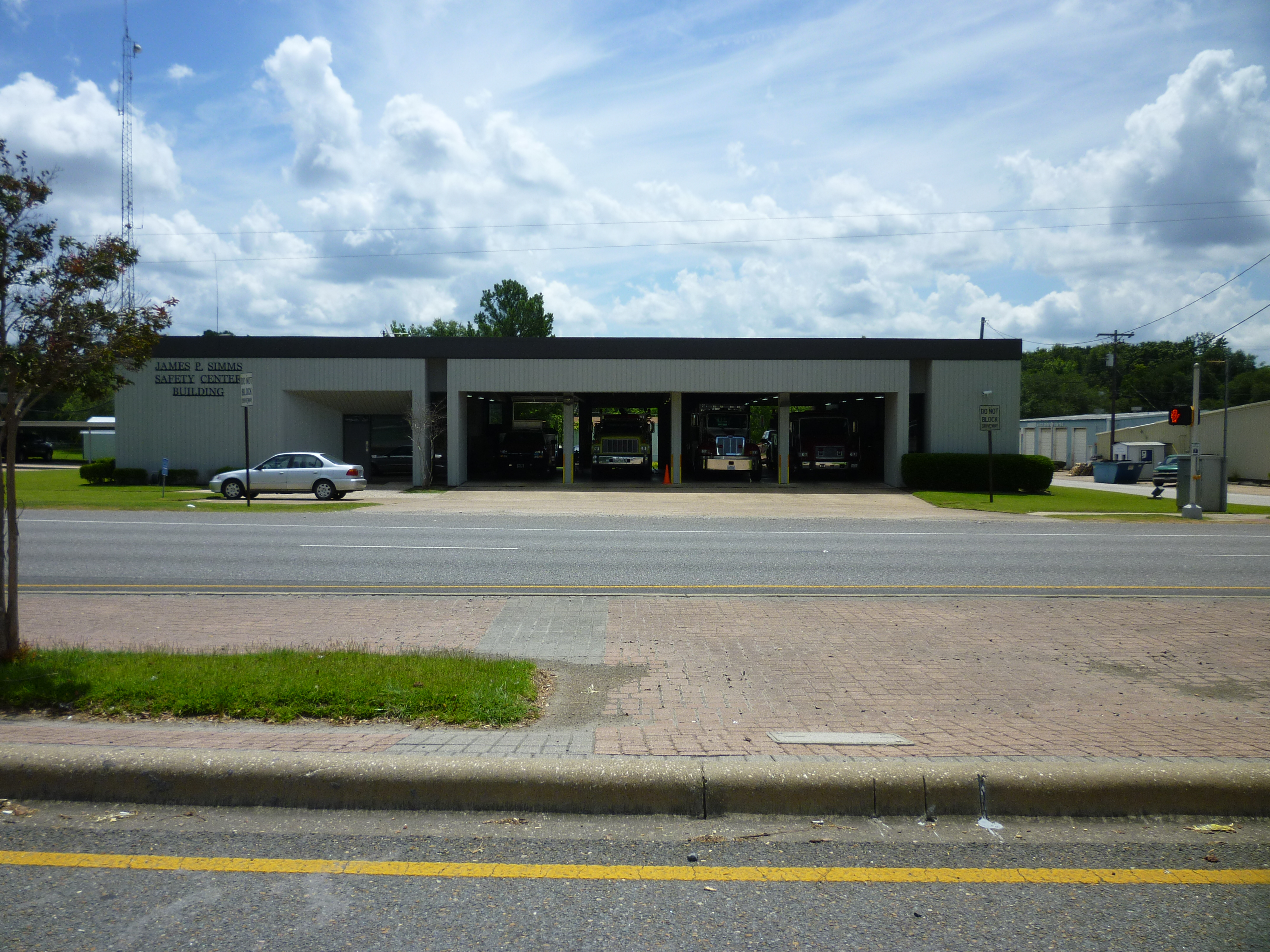
Casterma dei vigili del fuoco di Diboll

Diboll è un centro abitato degli Stati Uniti d'America, situato nella contea di Angelina dello Stato del Texas. Secondo il censimento effettuato nel 2010 la sua popolazione ammontava a 5 359. Il suo nome deriva da J. C. Diboll, un venditore di legno locale.

## Storia
Il centro abitato sorse nel 1894 lungo la Houston East and West Texas Railway, in seguito alla costruzione di una segheria da parte di Thomas Lewis Latane Temple, che negli anni seguenti acquistò ampie terre nel circondario e raddoppiò l'attività, richiamando in città numerosi lavoratori. Già nel 1894 fu costruita la prima scuola cittadina, affiancata tre anni dopo dall'ufficio postale.
L'attività della società rimase fiorente fino alla grande depressione, che costrinse Temple a cedere buona parte delle terre possedute nei dintorni al governo. Nel 1951 il nipote Arthur Temple, diventato presidente della compagnia, costruì a Diball un ospedale, una caserma dei vigili del fuoco e numerose abitazioni, favorendo un notevole sviluppo della città, che nel 1962 divenne sede di municipalità, e una rapida crescita degli abitanti, che nel 1984 raggiunsero le 550 unità, per poi decrescere lievemente negli anni successivi.

## Geografia fisica

### Territorio
Il centro abitato è attraversato dalla U.S. Highway 59, ed è distante 11 miglia (18 km) a nord di Lufkin, il capoluogo di conta, e 109 miglia (175 km) a sud di Houston. È quindi situato nella fascia meridionale della contea.
Secondo l'Ufficio del censimento degli Stati Uniti d'America la contea ha un'area totale di 4.7 miglia quadrate (12.3 km²), di cui 4.6 miglia quadrate (12.2 km²) sono terra, mentre 0,04 miglia quadrate (0,1 km², corrispondenti all'1,20% del territorio) sono costituiti dall'acqua.

### Clima
Il clima in questa zona è caratterizzata da estati calde e umide e inverni generalmente lievi. Secondo la Classificazione dei climi di Köppen, Diboll ha un clima subtropicale umido, abbreviato in "TUF" sulle mappe climatiche.

## Società

### Evoluzione demografica
Secondo il censimento del 2000, c'erano 5470 persone, 1424 nuclei familiari e 1107 famiglie residenti nella città. La densità di popolazione era di 1,141.9 persone per miglio quadrato (440.9/km²). C'erano 1,582 unità abitative a una densità media di 330.3 per miglio quadrato (127.5/km²). La composizione etnica della città era formata dal 53.67% di bianchi, lo 24.13% di afroamericani, lo 0.53% di nativi americani, lo 0.05% di asiatici, il 19.40% di altre razze, e il 2.16% di due o più etnie. Ispanici o latinos di qualunque razza erano il 37.26% della popolazione.
C'erano 1,424 nuclei familiari di cui il 43.4% aveva figli di età inferiore ai 18 anni, il 54.4% erano coppie sposate conviventi, il 19.2% aveva un capofamiglia femmina senza marito, e il 22.2% erano non-famiglie. Il 20.6% di tutti i nuclei familiari erano individuali e il 10.0% aveva componenti con un'età di 65 anni o più che vivevano da soli. Il numero di componenti medio di un nucleo familiare era di 3.08 e quello di una famiglia era di 3.57.
La popolazione era composta dal 27.2% di persone sotto i 18 anni, il 10.7% di persone dai 18 ai 24 anni, il 33.8% di persone dai 25 ai 44 anni, il 19.6% di persone dai 45 ai 64 anni, e l'8.7% di persone di 65 anni o più. L'età media era di 32 anni. Per ogni 100 femmine c'erano 132.7 maschi. Per ogni 100 femmine dai 18 anni in su, c'erano 143.3 maschi.
Il reddito medio di un nucleo familiare era di 28,183 dollari, e quello di una famiglia era di 31,524 dollari. I maschi avevano un reddito medio di 29,156 dollari contro i 18,324 dollari delle femmine. Il reddito pro capite era di 10,707 dollari. Circa il 24.0% delle famiglie e il 26.0% della popolazione erano sotto la soglia di povertà, incluso il 34.4% di persone sotto i 18 anni e il 17.6% di persone di 65 anni o più.

## Cultura

### Istruzione
Diboll è servita dalla Diboll Independent School District.